# Герб Голованівська
Ге́рб Голованівська — один з офіційних символів смт Голованівськ, районного центру Кіровоградської області. Автор герба: Григорій Микитович Чопенко.
Герб Голованівська затверджено 31 липня 1989 року Голованівською селищною Радою народних депутатів Кіровоградської області.

## Опис
На лазуровому полі - перекинуте червоне вістря. Вістря обтяжене срібною шестірнею, золотим полум'ям, супроводжуваним золотим колоссям і дубовим листком. На базі - золота козацька шабля.

## Символіка
На гербі зображена козацька символіка - шабля, що означає, що селище виникло на місці давніх козацьких зимівників, які створювалися для захисту земель від кочовиків. Звідси з козацьких поселень бере коріння подальший розвиток селища. Дубовий листок символізує не тільки той факт, що селище виникло в оточенні могутніх дубових лісів, а й органічний зв'язок козацького роду з сьогоднішнім життям Голованівська, тісно пов'язаним з лісовою промисловістю. Пшеничний колос – символ життя, добробуту, щедрості голованівської землі. Перспективу технічного розвитку селища символізує зображення частини шестірні, що з'єднує дубовий лист з колосом. Червоний трикутник з полум'ям у його центрі символізує мужність українського народу та гостинність мешканців селища Голованівськ.